# Stygonitocrella karamani
Stygonitocrella karamani är en kräftdjursart som först beskrevs av Petkovski 1959.  Stygonitocrella karamani ingår i släktet Stygonitocrella och familjen Ameiridae. Inga underarter finns listade i Catalogue of Life.